# Heritiera
Heritiera es un género de plantas de la subfamilia Sterculioideae dentro de la familia Malvaceae. Es originario de Madagascar y contiene 60 especies. Fue descrito por William Aiton  y publicado en Hortus Kewensis; or, a catalogue . . .  3: 546-547, en el año 1789. La especie tipo es Heritiera littoralis Aiton.

## Especies seleccionadas
| - Heritiera actinophylla - Heritiera acuminata - Heritiera alba - Heritiera albiflora - Heritiera allughas - Heritiera aurea - Heritiera borneensis - Heritiera fomes | - Heritiera globosa - Heritiera javanica - Heritiera littoralis Aiton - taloto de Filipinas - Heritiera longipetiolata - Heritiera parvifolia - Heritiera percoriacea - Heritiera simplicifolia - Heritiera sumatrana - Heritiera utilis |